# Cryptocarya

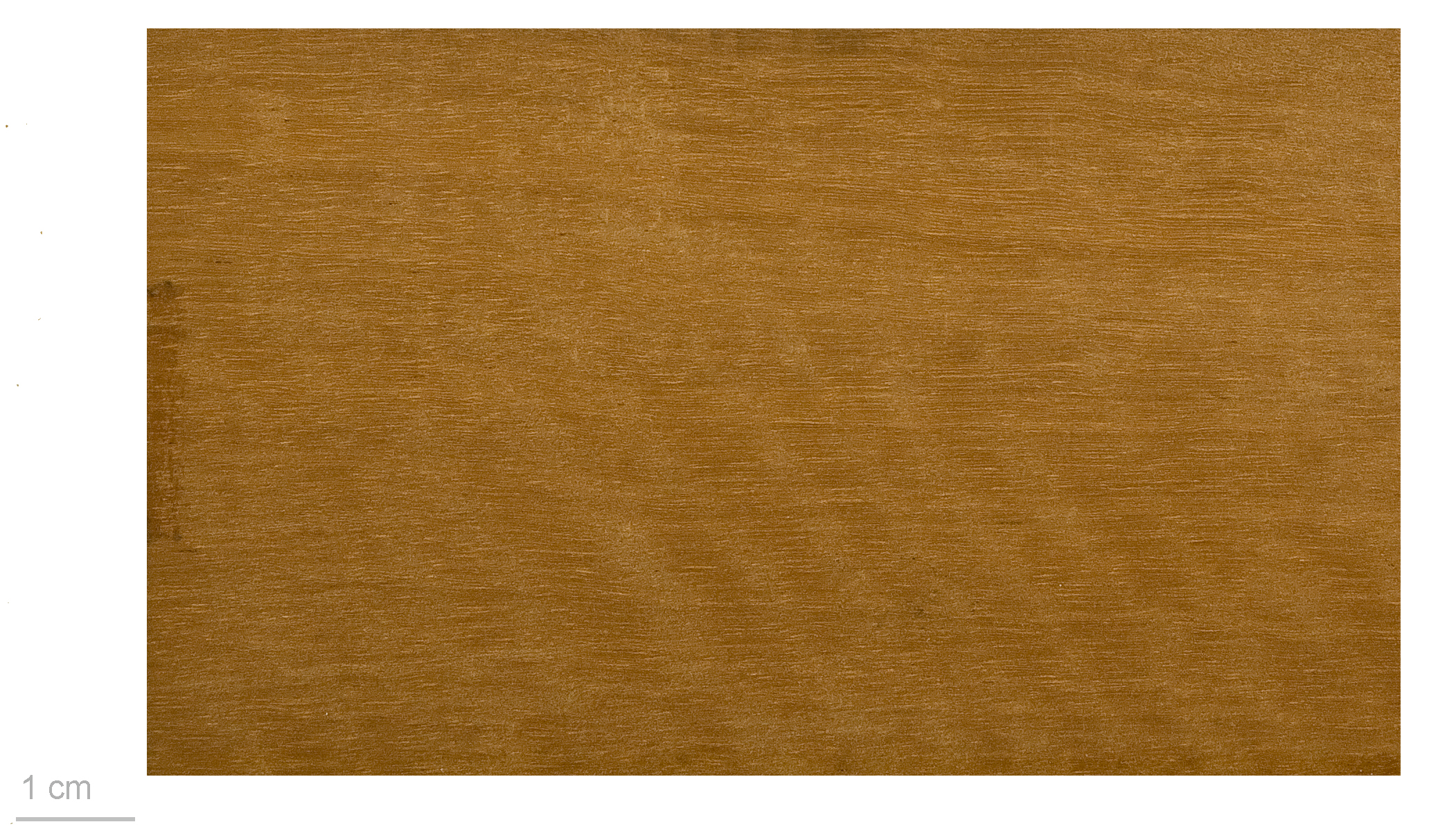
Cryptocarya macrocarpa - MHNT

Cryptocarya é um género botânico pertencente à família Lauraceae.

## Espécies
A seguinte lista de espécies pode estar incompleta:
- C. alba Peumo (Chile)
- C. angulata  Ivory Laurel (Austrália)
- C. aristata
- C. ashersoniana (Brasil)
- C. chinensis
- C. chingii
- C. cinnamomifolia  (Austrália)
- C. concinna
- C. corrugata
- C. crassinervia  (Indonesia)
- C. cunninghamiana  Cunningham’s Laurel (Austrália)
- C. densiflora  (Indonesia)
- C. erythroxylon Pigeonberry Ash (southeast Austrália)
- C. ferrea
- C. foetida  Stinking Laurel (Austrália). Vulnerable.
- C. foveolata Mountain Walnut (southeast Austrália).
- C. gigantocarpa
- C. glaucescens Jackwood (Austrália)
- C. grandis  Cinnamon Laurel (Austrália)
- C. hypospodia  (Austrália)
- C. invasorium
- C. laevigata  Glossy Laurel (Austrália)
- C. leptospermoides
- C. mackinnoniana  Rusty Laurel (Austrália)
- C. mandioccana Meisn. (Brasil)
- C. massoia  (Indonesia)
- C. meissneri
- C. membranaceae
- C. micrantha Meisn. (Brasil)
- C. microneura  Murrogun (Austrália)
- C. moschata Nees et Mart. ex Nees (Brasil)
- C. multipaniculata
- C. murrayi  Murray’s Laurel (Austrália)
- C. nigra  (Indonesia)
- C. nitens  (Indonesia)
- C. oblata
- C. obtusifolia
- C. odorata
- C. palawanensis  (Filipinas). Endangered.
- C. pleurosperma Poison Walnut (Austrália) Toxic and corrosive sap.
- C. pluricostata
- C. rigida Rose Maple (Austrália)
- C. scortechinii  (Indonesia)
- C. transversa
- C. tomentosa
- C. triplinervis  Brown Laurel (Austrália)
- C. vulgaris
- C. williwilliana Small Leaved Laurel (Austrália)